# Revolução passiva
Revolução passiva é um termo cunhado pelo político, filósofo e dirigente comunista italiano Antonio Gramsci durante o período entreguerras na Itália. Gramsci cunhou o termo para se referir ao processo pelo qual um grupo social chega ao poder sem romper o tecido social, mas sim adaptando-se a ele e modificando-o gradualmente. Ao formular o conceito, Gramsci procurou dotá-lo de uma função crítica que depurasse alguns pontos das interpretações dos textos de Marx sobre a transição dos modos de produção. Gramsci estendeu o termo primeiro para movimentos liberal-constitucionais do século XIX como um todo, incluindo o fascismo. O principal uso é contrastar a transformação passiva da sociedade burguesa na Itália do século XIX com o processo revolucionário ativo da burguesia na França. 
Gramsci reelaborou o termo "revolução passiva", retirando o conceito do livro Saggio storico sulla rivoluzione di Napoli, de Vincenzo Cuoco, que aborda a chamada Revolução Napolitana de 1799. Em síntese, significa uma forma de revolução burguesa em que é excluído o momento radical de tipo jacobino. Trata-se, em suma, de uma forma de transformação das sociedades com vistas à objetivação do modo de produção capitalismo sem que seja necessária uma participação popular, tal como aquela ocorrida na Revolução Francesa (1789-1799). A este conceito, Gramsci incorporou o sentido dado pelo historiador francês Edgar Quinet para o período da Restauração bourbônica (1815-1830) como de uma "revolução-restauração". 
Gramsci utiliza o conceito de "revolução passiva" para descrever o processo do Risorgimento italiano no século XIX, mas também é explícita sua utilização para a análise de outras formações sociais, como pode ser apreendido no seguinte trecho, retirado do seu Caderno 4: "O conceito de revolução passiva me parece exato não só para a Itália, mas também para os outros países que modernizaram o Estado através de uma série de reformas ou de guerras nacionais, sem passar pela revolução política de tipo radical-jacobino." Assim, Gramsci utiliza o conceito para analisar o fascismo italiano e a conexão entre o padrão fordista de produção e a cultura norte-americana.
Existe semelhança entre o conceito de revolução passiva de Gramsci e o de "via prussiana" desenvolvido por Lenin, no texto "O programa agrário da social-democracia russa na primeira revolução russa" (1905-1907). Neste texto, Lenin concebe duas formas de resolução do problema agrário, a via norte-americana e a via prussiana. Segundo Lenin, nos EUA "não existem domínios latifundiários ou são liquidados pela revolução (Guerra Civil, expansão para o Oeste)", enquanto na Prússia "a exploração feudal do latifundiário transforma-se lentamente numa exploração burguesa-junker, condenando os camponeses a decênios de exploração, ao mesmo tempo em que se distingue uma pequena minoria de Grossbauers (lavradores abastados)". Em suma, não existe uma resolução jacobina da questão agrária; não há uma reforma agrária na Prússia, tal como houve na França e nos EUA.
Na sociologia histórica norte-americana, há no trabalho de Barrington Moore Jr. uma ideia similar expressa no conceito de "modernização conservadora". No seu livro "Origens sociais da ditadura e democracia", Barrington Moore faz uma comparação entre as formas de resolução do problema agrário e o tipo de sociedade criada a partir de então, comparando as histórias dos EUA, do Japão e da China.